# Katrine Pedersen
Pour les articles homonymes, voir Pedersen.
Katrine Søndergaard Pedersen, née le 13 avril 1977, est une footballeuse danoise devenu entraîneuse. Elle est également internationale avec l'équipe du Danemark avec 210 sélections et 9 buts inscrits.

## Carrière
Katrine Pedersen fait ses gammes au Stensballe IK. À l'âge de 17 ans, elle rejoint le HEI Aarhus, et remporte deux championnats et une coupe du Danemark,.
Après huit ans passés à Aarhus, elle joue brièvement au IK Skovbakken en 2002 avant de partir à Fulham en Angleterre et gagne quatre titres en une saison : le Community Shield féminin, le championnat d'Angleterre, la coupe d'Angleterre et la coupe de la Ligue anglaise.
Elle part ensuite en Norvège et reste deux saisons à l'IF Fløya, troisième du championnat en 2004. L'année 2006 se joue en Suède au Djurgården/Älvsjö.
Elle joue de 2007 à 2008 à l'Asker SK puis s'engage en 2009 au Stabæk Fotball, avec lequel elle est championne de Norvège en 2010 et vainqueur de la coupe en 2011.
Après des participations avec les équipes des moins de 17 et 21 ans danoises, elle est sélectionnée pour la première fois avec l'équipe nationale du Danemark le 14 septembre 1994. Elle participe aux coupes du monde 1995, 1999 et 2007, ainsi qu'aux championnats d'Europe 2001, 2005 et 2009.
En 2011, elle est désignée joueuse danoise de l'année par la Fédération danoise de football.
Elle remporte à nouveau ce prix en 2013 alors qu'elle prend sa retraite à 36 ans, en étant enceinte.